# Thiokyanatan sodný
Thiokyanatan sodný je sůl slabé kyseliny thiokyanaté a hydroxidu sodného. Používá se jako prekurzor léčiv a dalších látek.
Obvykle se připravuje reakcí kyanidu sodného se sírou:

8 NaCN + S8 → 8 NaSCN

## Použití v chemické syntéze
Thiokyanatan sodný se používá k převádění alkylhalogenidů na odpovídající alkylthiokyanáty. Podobné účinky mají také thiokyanatan draselný a amonný, které mají dvakrát větší rozpustnost ve vodě. Lze také použít thiokyanatan stříbrný. Reakce isopropylbromidu s thiokyanatanem sodným v horkém ethanolovém roztoku vede ke vzniku isopropylthiokyanátu. protonací NaSCN vytváří kyselinu thiokyanatou.

## Podobné sloučeniny
- fulminát sodný
- kyanatan sodný
- kyanid sodný
- thiokyanatan draselný
- thiokyanatan amonný